# Coenona brevipedalis
Coenona brevipedalis är en insektsart som beskrevs av Karsch 1896. Coenona brevipedalis ingår i släktet Coenona och familjen gräshoppor. Inga underarter finns listade i Catalogue of Life.